# Northrop Grumman E-8 Joint STARS
Northrop Grumman E-8 Joint STARS – amerykański samolot rozpoznania pola walki i dowodzenia opracowany na bazie cywilnej maszyny Boeing 707-300. Dzięki zastosowanym w samolocie systemom elektronicznym - zwłaszcza radarowym - E-8 monitoruje obraz pola walki w czasie rzeczywistym wykrywając poruszające się i nieruchome pojazdy, śmigłowce, budynki, zgrupowania wojsk.

## Historia

### Geneza
Idea posiadania samolotu mającego za zadanie rozpoznanie pola walki sięga czasów zimnej wojny, kiedy to radziecką przewagę w liczebności sił naziemnych państwa NATO ze Stanami Zjednoczonymi na czele starały się zrównoważyć swoim potencjałem lotniczym oraz możliwościami szybkiego rozpoznania. W 1978 roku United States Air Force rozpoczęły prace nad pozyskaniem samolotu typu stealth, zdolnego do działania w bezpośredniej bliskości wojsk nieprzyjaciela i pełniącego rolę radarowego stanowiska wykrywania jednostek naziemnych. Program o kryptonimie Pave Mover zaowocował zbudowaniem eksperymentalnego samolotu Northrop Tacit Blue, który do swojego dziewiczego lotu wzniósł się po raz pierwszy 5 lutego 1982 roku. W tym samym roku swoje wysiłki w celu opracowania odpowiedniej konstrukcji połączyły siły powietrzne oraz United States Army, które rozwijały własny system o podobnym przeznaczeniu w oparciu o konstrukcje śmigłowca Sikorsky UH-60 Black Hawk, maszynę oznaczoną jako YEH-60B SOTAS (Stand Off Target Acquisition System). W ramach tego samego programu firma Grumman opracowała technologię, pozwalającą urządzeniom radiolokacyjnym wykrywać naziemne cele poruszające się z niewielką prędkością. We wrześniu 1985 roku dowództwo Air Force Systems Command podpisało z Grummanem kontrakt na opracowanie odpowiedniego systemu określanego mianem Joint Surveillance Target Attack Radar System (wspólny radarowy system śledzenia i wykrywania celów). Zakładane parametry systemu były na tyle dobre, że zrezygnowano z budowy wysoce wyspecjalizowanego samolotu na bazie maszyny Tacit Blue na korzyść samolotu mniej wyrafinowanego, ale zdolnego do realizacji tych samych zadań z dużo większej odległości od potencjalnego przeciwnika, a tym samym mniej narażonego na ewentualne przeciwdziałanie z jego strony.

### Joint STARS
Nosicielem nowego systemu został odpowiednio zmodyfikowany Boeing 707-300. Wzmocniono kadłub a pod jego spodem zamocowano dwunastometrową owiewkę, w której wnętrzu znajduje się antena matrycowo-fazowego radaru AN/APY-7 o długości 7,3 m. Radar ma możliwość dozoru obszaru o powierzchni 50 000 km². Identyfikuje i śledzi pojazdy naziemne, śmigłowce i samoloty. W przypadku pracy na wybranym sektorze, może dokładnie rozpoznać obszar o powierzchni od 20 do 50 km². W takim zakresie pracy operatorzy radaru są w stanie określić czy mają do czynienia z pojazdami kołowymi czy gąsienicowymi. Praca w trybie radaru z syntetyczną aperturą pozwala uzyskać szczegółowy obraz wybranego obszaru. Załogę samolotu stanowi czterech pilotów i piętnastu operatorów systemu (liczba operatorów systemów pokładowych może się zmieniać w zależności od prowadzonej misji). Uzyskane przez samolot informacje na bieżąco wysyłane są do ośrodków dowodzenia wojsk lądowych i lotnictwa. Pierwsze dwa egzemplarze samolotu zostały zbudowane w zakładach Grumman Melbourne Systems. Obecnie planowana jest modernizacja samolotów E-8. W styczniu 2007 roku Pratt & Whitney otrzymał kontrakt na wymianę używanych w samolotach silników Pratt & Whitney JT3D na nowe jednostki napędowe, JT8D-219 o ciągu 95,47 kN. Maszyny mają otrzymać również nową awionikę, system łączności oraz nową stacje radiolokacyjną AESA, wzmocnieniu ma ulec system samoobrony samolotu. Szacunkowe koszty modernizacji samolotów podawane są jednak w wątpliwość przez koncern Boeing, który określa je na poziomie parokrotnie wyższym niż Departament Obrony. Według Boeinga zdecydowanie tańszym rozwiązaniem będzie budowa nowego samolotu w oparciu o konstrukcje Boeing P-8 Poseidon, w którym znalazła by się nowa stacja radiolokacyjna AAS opracowywana przez koncern Raytheon na zlecenie United States Navy.

## Służba
Pierwsze dwa, jeszcze prototypowe samoloty, zadebiutowały w 1991 roku podczas operacji Pustynna Burza. Podczas 49 dni wojny samoloty wykonały 49 lotów bojowych spędzając w powietrzu około 500 godzin. W 1996 roku samoloty wzięły udział w operacji Joint Endeavour kontrolując przestrzeganie porozumień pokojowych w Bośni i Hercegowinie. Nad dawną Jugosławią E-8 pojawił się znowu w 1999 roku tym razem wspierając operacje Allied Force. Samoloty wykorzystywano również w operacjach Enduring Freedom oraz Iraqi Freedom. Ostatnim konfliktem, w którym wykorzystano samoloty E-8 była operacja Odyssey Dawn w 2011 roku. Pierwszą jednostką, na której stanie znalazły się maszyny E-8C zostało w czerwcu 1996 roku skrzydło 93d Air-Ground Operations Wing. Obecnie siły powietrzne używają E-8 wchodzących w skład dwóch skrzydeł, 93 oraz 461st Air Control Wing. W 2002 roku samoloty weszły na uzbrojenie 116th Air Control Wing należącego do Air National Guard.